# كرسي ناتئ

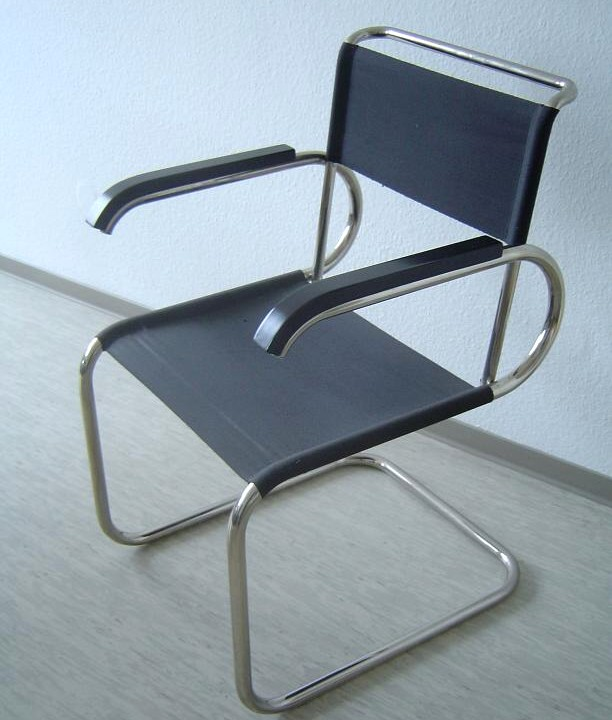
الكرسي الناتئ

الكرسي الناتئ (بالإنجليزية: Cantilever chair)‏ هو الكُرسي الذي يجلس وبإطار غير معتمد على أرجله الـ(4)، ولكن بدلا من ذلك يعتمد على ساق وواحدة أو ساقين والتي تعلق على واحدة من نهاية مقعد الكرسي ويكون على شكل حرف (L)، ويكون أيضاً قاعدة الدعم الرئيسية. وبعد قرابة قرن من إنشائها، لا يزال الصلب ألانبوبي الاختيار الرئيس لتصميم الكرسي الناتئ من قِبل مارسيل بروير يَجري ربما أعظم تقنية للتصميم؛ باستخدام التصميم الناتئ ويخيم في كل من أثاثه وهندسة المعمارية. لودفيغ ميس فان دير روه وألفار آلتو هم من الشخصيات التاريخية الأخرى التي ساهمت في شعبية الكرسي الناتئ.
مع إنشاء كرسيه الفاسيلي (كرسي وايسلي) في عام 1925 مارسيل بروير يمسك التمييز من أول استخدام عازمة ومصقول الصلب أنبوبي على حد سواء إطار دعم والعنصر الزخرفي للأثاث. وبعد مرور عام، ومع ذلك، كان مارت ستامهو الذي حصل على براعة الاختراع الأوروبية للكرسي ناتئ.